# 介观物理学
介观物理学（mesoscopic physics）是物理学中一个新的分支学科。“介观（mesoscopic）”这个词汇，由Van Kampen于1981年所创，指的是介乎于微观和宏观之间的尺度。介观物理学所研究的物质尺度和纳米科技的研究尺度有很大重合，所以这一领域的研究常称为“介观物理和纳米科技”。介观的特征尺度为：10-9~10-7m。

## 相干尺度和介观涨落
对于宏观物质的研究，一般应用统计力学的方法，考虑大量粒子的平均性质。宏观系统的尺度远大于（微观粒子能够保持其相干性的）相干尺度。在这种情况下，每个系统样本中各个粒子的运动缺乏关联，呈现统计上的无规性，系统的整体性质很好的被大量粒子的平均运动所描述：即同一系统的不同样本性质间的差异很小，所有样本的性质都由系统的平均值刻画，统计涨落很小。处于介观尺度的材料，尽管也含有大量粒子，但其系统尺度小于相干尺度，同一样本中的粒子保持相干运动，各个样本性质差异极大，系统的平均值不再有效的刻画系统中所有样本的性质，或者说存在很大的统计涨落。这种涨落称之为介观涨落，是介观材料的一个重要特征。

## 介观物理和量子混沌
除了试验和技术上的重要应用外，介观尺度在理论上是探索量子混沌现象的重要场所。混沌现象是宏观经典力学中的普遍现象，但在量子世界中，目前还不能观测到低激发态量子系统的混沌现象。介观物理研究的物质处于量子体系的高激发态，其微观性质和对应的宏观力学性质有很大关联。对应的宏观力学系统行为不同的话（可积系统或是混沌系统），材料的微观性质也会不同。这使得介观物理成为研究量子混沌以及量子力学和经典力学过渡关系的重要领域。

## 介观物理的重要领域
整数量子霍尔效应、弱定域、AB环、分数量子霍尔效应、量子点、约瑟夫森结、NEMS等。前三者正逐步淡出物理学家的视线。